# Fallablemma
Fallablemma là một chi nhện trong họ Tetrablemmidae.